# Uyo Township Stadium
Uyo Township Stadium ist ein Mehrzweckstadion in Uyo, Bundesstaat Akwa Ibom, Nigeria. Es hat eine Kapazität von 30.000 Zuschauern und hat Platz für zukünftige Erweiterung. Das Stadion wird hauptsächlich für Fußballspiele genutzt und ist die Heimspielstätte des Akwa United FC aus der Premier League und des Police FC.